# Heiligenmoschel
Heiligenmoschel ist eine Ortsgemeinde im Landkreis Kaiserslautern in Rheinland-Pfalz. Sie gehört der Verbandsgemeinde Otterbach-Otterberg an.

## Geographie

### Lage
Heiligenmoschel liegt im Nordpfälzer Bergland, etwa 18 km nördlich von Kaiserslautern. Im Süden und Osten der Gemarkung befinden sich Ausläufer des zum Pfälzerwald gehörenden Otterberger Waldes. Nachbargemeinden sind – im Uhrzeigersinn – Gundersweiler, Gehrweiler, Höringen, Otterberg, Schneckenhausen und Schallodenbach.
Etwa 200 m nördlich von Heiligenmoschel beginnt der Planetenwanderweg, der nach etwa drei Kilometern zur begehbaren Sonnenuhr auf dem Reiserberg führt.
Eine landschaftlich ansprechbare Route, die vom Hinkelstein aus über den Horterhof, Heiligenmoschel und den Frankenhof führt, bildet eine Teilstrecke des neugeschaffenen Nordpfälzer Höhenradweges.
Gleichfalls vom Hinkelstein aus, entlang der gemeinsamen Gemarkungsgrenze zu Höringen, erstreckt sich ein Teil des 41,5 km langen Hinkelsteinwanderweges.

### Erhebungen
Im Westen am Gemarkungsdreieck zu Schneckenhausen und Schallodenbach erstreckt sich der 459,7 m ü. NHN hohe Reiserberg, an dessen Fuß die Gemeinde liegt. Im Süden an der Grenze zu Höringen befindet sich der 429,6 Meter hohe Heidenkopf und südlich von ihm der Andreasberg.

### Gewässer
Mitten durch den Ort fließt der Moschelbach, der zu Alsenz hin führt. Der zum Odenbach fließende Horterbach durchquert das südliche Gemeindegebiet.

### Gemeindegliederung
Zu Heiligenmoschel gehören zusätzlich die Wohnplätze Frankenhof, Horterhof, Rohmühle und Sickingerhof.

## Geschichte

### Ortsgeschichte
Der Ort gehörte im Spätmittelalter zur Herrschaft Schallodenbach und wurde im Jahr 1396 als Dorf und Gericht zu Aller Heiligen Mosseln zum ersten Mal urkundlich erwähnt. Im 16. Jahrhundert teilten sich die Brenner von Lewenstein die Herrschaft mit Sickingen-Schallodenbach den Besitz des Ortes. 1601/03 kaufte Herzog Johann von Pfalz-Zweibrücken sämtliche Anteile auf. Heiligenmoschel wurde dadurch ein zweibrückischer Amtsort des Oberamts Meisenheim.
Von 1798 bis 1814, als die Pfalz Teil der Französischen Republik (bis 1804) und anschließend Teil des Napoleonischen Kaiserreichs war, war Heiligenmoschel in den Kanton Otterberg eingegliedert. Heiligenmoschel war Sitz einer Mairie (Schultheißenamt) zu der auch die Orte Schallodenbach und Schneckenhausen gehörten. Nach dem Sturz von Napoleon Bonaparte verwaltete die österreichisch-bayerische Gemeinschaftliche Landes-Administrations-Kommission kurzzeitig das linksrheinische Gebiet südlich der Mosel. Aufgrund einer anschließend auf dem Wiener Kongress getroffenen Vereinbarung zwischen Österreich und Bayern fiel die territorial neu umrissene linksrheinische Pfalz als Rheinkreis zum 1. Mai 1816 an das Königreich Bayern. Von 1818 bis 1862 gehörte das Dorf dem Landkommissariat Kaiserslautern an; aus diesem ging das Bezirksamt Kaiserslautern hervor.
Ab 1939 war der Ort Bestandteil des Landkreises Kaiserslautern. Nach dem Zweiten Weltkrieg wurde Heiligenmoschel innerhalb der französischen Besatzungszone Teil des damals neu gebildeten Landes Rheinland-Pfalz. Im Zuge der ersten rheinland-pfälzischen Verwaltungsreform wurde Heiligenmoschel in die neu gebildete Verbandsgemeinde Otterberg eingegliedert. Seit 1. Juli 2014 gehört sie zur Verbandsgemeinde Otterbach-Otterberg, die durch Fusion der Verbandsgemeinden Otterberg und Otterbach entstand.

### Ortsname
Heiligenmoschel ist nach einer am Moschelbach gelegenen mittelalterlichen Allerheiligen-Kirche benannt.
Der Ortsname entwickelte sich folgendermaßen:
| Name                  | Jahr |
| --------------------- | ---- |
| Hellgen Mosseln       | 1405 |
| Allerheiligen-Moschel | 1429 |
| Heiligen Moscheln     | 1571 |

| Name             | Jahr       |
| ---------------- | ---------- |
| Heiligen Muschel | 1601       |
| Heiligenmoschel  | 1724; 1837 |
| Heiligen-Moschel | 1817       |

## Bevölkerungsentwicklung
Die Entwicklung der Einwohnerzahl von Heiligenmoschel, die Werte von 1871 bis 1987 beruhen auf Volkszählungen:
| Jahr | Einwohner |
| ---- | --------- |
| 1815 | 383       |
| 1835 | 471       |
| 1871 | 524       |
| 1905 | 530       |
| 1939 | 485       |
| 1950 | 548       |
| 1961 | 614       |

| Jahr | Einwohner |
| ---- | --------- |
| 1970 | 610       |
| 1987 | 555       |
| 1997 | 629       |
| 2005 | 706       |
| 2011 | 659       |
| 2017 | 607       |
| 2023 | 596       |

## Politik

### Gemeinderat
Der Gemeinderat in Heiligenmoschel besteht aus zwölf Ratsmitgliedern, die bei der Kommunalwahl am 9. Juni 2024 in einer Mehrheitswahl gewählt wurden, und dem ehrenamtlichen Ortsbürgermeister als Vorsitzendem.

### Ortsbürgermeister
Ortsbürgermeister von Heiligenmoschel ist Willi Mühlberger. Bei der Direktwahl am 26. Mai 2019 wurde er mit einem Stimmenanteil von 83,76 % gewählt und damit Nachfolger von Michael Leppla. Bei der Direktwahl am 9. Juni 2024 setzte er sich mit 63,0 % gegen einen Mitbewerber durch.

### Wappen
Das Gemeindewappen von Heiligenmoschel zeigt in Blau eine silberne Pilgermuschel, das Schloss nach unten gekehrt. Es wurde am 16. April 1951 vom Rheinland-Pfälzischen Ministerium des Inneren genehmigt.

## Kultur und Sehenswürdigkeiten

### Kulturdenkmäler

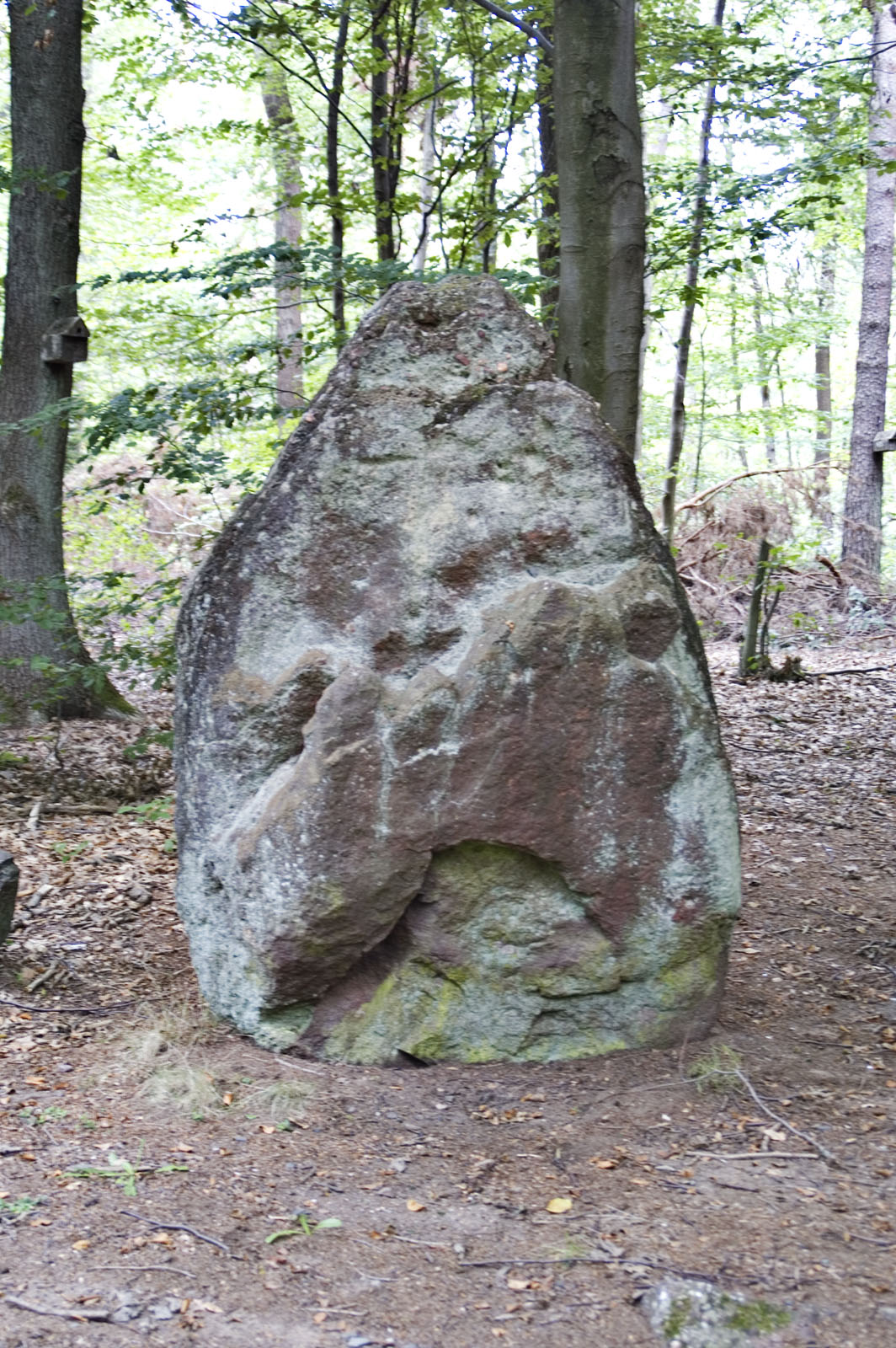
Menhir

Vor Ort befinden sich insgesamt sechs Objekte, die unter Denkmalschutz stehen, darunter der Menhir von Otterberg, auch Hinkelstein genannt.

### Natur
Mit dem Feuchtgebiet Das Weiherchen existiert innerhalb der Gemeindegemarkung ein Naturdenkmal.

### Regelmäßige Veranstaltungen
Am zweiten Wochenende im September feiern die Heiligenmoscheler traditionell ihre Kerwe.

## Verkehr
Der Öffentliche Nahverkehr ist in den Verkehrsverbund Rhein-Neckar integriert. Die Landesstraße 388 verbindet den Ort mit Schneckenhausen und mit Gehrweiler. Die Kreisstraße 33 bindet den Horterhof an das Straßennetz an. Die unregelmäßig verlaufenden Ortsstraßen weichen dem Bruchgelände der verschiedenen Bachläufe aus. Die nächste Autobahnanschlussstelle ist Winnweiler an der A 63, etwa 14 km entfernt, beziehungsweise Enkenbach-Alsenborn an der A 6, etwa 20 km entfernt.

## In Heiligenmoschel geboren
- Gerhard Kurz (* 1943), Literaturwissenschaftler
- Erhard Rahm (* 1959), Informatiker und Professor der Universität Leipzig